# Somena
Somena is een geslacht van vlinders van de familie spinneruilen (Erebidae), uit de onderfamilie Lymantriinae.

## Soorten
- S. aurantiacoides Holloway, 1999
- S. moorei Snellen, 1879
- S. scintillans Walker, 1856
- S. similis Moore, 1859